# Episodi di Lassie (serie televisiva 1954) (undicesima stagione)
Gli episodi della undicesima stagione di Lassie sono stati trasmessi per la prima volta negli USA tra il 6 settembre 1964 e il 16 maggio 1965. La stagione fa parte di "The Ranger years" in quanto Lassie è di proprietà di Corey, una guardia forestale; è stata girata in bianco e nero.
| n° | Titolo originale                   | Titolo italiano | Prima TV USA      | Prima TV Italia |
| -- | ---------------------------------- | --------------- | ----------------- | --------------- |
| 1  | The Wayfares (1)                   |                 | 6 settembre 1964  |                 |
| 2  | The Wayfares (2)                   |                 | 13 settembre 1964 |                 |
| 3  | The Wayfares (3)                   |                 | 20 settembre 1964 |                 |
| 4  | Incident of the Eagle              |                 | 27 settembre 1964 |                 |
| 5  | Climb the Mountain Slowy           |                 | 4 ottobre 1964    |                 |
| 6  | Leave it to Lassie and the Beavers |                 | 11 ottobre 1964   |                 |
| 7  | Lassie and the Shifting Sand       |                 | 18 ottobre 1964   |                 |
| 8  | Lassie and the Fugitive (1)        |                 | 25 ottobre 1964   |                 |
| 9  | Lassie and the Loner               |                 | 8 novembre 1964   |                 |
| 10 | Lassie and the Fugitive (2)        |                 | 15 novembre 1964  |                 |
| 11 | Nature's Way                       |                 | 22 novembre 1964  |                 |
| 12 | Crossroad                          |                 | 29 novembre 1964  |                 |
| 13 | Mountain Mystery                   |                 | 6 dicembre 1964   |                 |
| 14 | Realm of the Wild                  |                 | 13 dicembre 1964  |                 |
| 15 | The Little Christmas Tree          |                 | 20 dicembre 1964  |                 |
| 16 | Lassie Works a Miracle             |                 | 27 dicembre 1964  |                 |
| 17 | It's a III Wind                    |                 | 3 gennaio 1965    |                 |
| 18 | Lassie and the Girl in the Canyon  |                 | 10 gennaio 1965   |                 |
| 19 | Stranger in the Woods              |                 | 24 gennaio 1965   |                 |
| 20 | Hig Water                          |                 | 31 gennaio 1965   |                 |
| 21 | The Loser                          |                 | 7 febbraio 1965   |                 |
| 22 | The Old Man in the Forest          |                 | 14 febbraio 1965  |                 |
| 23 | Look Homeward, Lassie (1)          |                 | 21 febbraio 1965  |                 |
| 24 | Look Homeward, Lassie (2)          |                 | 28 febbraio 1965  |                 |
| 25 | Look Homeward, Lassie (3)          |                 | 7 marzo 1965      |                 |
| 26 | Day of Devotion                    |                 | 14 marzo 1965     |                 |
| 27 | Tinderbox                          |                 | 21 marzo 1965     |                 |
| 28 | Lassie and the Swamp Girl          |                 | 28 marzo 1965     |                 |
| 29 | Trouble Below Zero                 |                 | 4 aprile 1965     |                 |
| 30 | Runaround                          |                 | 11 aprile 1965    |                 |
| 31 | Long Ears                          |                 | 28 aprile 1965    |                 |
| 32 | Lassie's Teamwork                  |                 | 9 maggio 1965     |                 |
| 33 | Honor Bright                       |                 | 16 maggio 1965    |                 |